# Kenneth Arrow

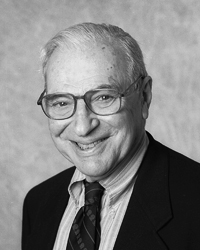
Kenneth Arrow (1996)

Kenneth Joseph Arrow (* 23. August 1921 in New York City; † 21. Februar 2017 in Palo Alto) war ein amerikanischer Ökonom. 1972 erhielt er gemeinsam mit John Richard Hicks den Preis für Wirtschaftswissenschaften der schwedischen Reichsbank im Gedenken an Alfred Nobel.

## Leben
Arrow wurde 1921 in New York als Sohn jüdischer Einwanderer aus Rumänien geboren. Nach seiner Schulzeit in Manhattan studierte er zunächst am City College of New York mit dem Ziel, Mathematiklehrer auf der Sekundarstufe zu werden. 1940 schloss Arrow dort als Bachelor der Sozialwissenschaften mit dem Schwerpunkt Mathematik ab und wechselte an die Columbia University, von der ihm 1941 auch sein Master im Fach Mathematik verliehen wurde. Nachdem Arrow in dieser Zeit Gefallen am Bereich der mathematischen Volkswirtschaftslehre gefunden hatte, setzte er sein Graduiertenstudium an der wirtschaftswissenschaftlichen Fakultät fort. Bedingt durch den Zweiten Weltkrieg erfuhr dieses jedoch zunächst eine Unterbrechung. Arrow war beim Wetterdienst der Luftwaffe eingesetzt und dort mit der Erstellung von Regenprognosen auf Grundlage historischer Wetterdaten befasst. 1946 kehrte er an die Columbia University zurück. Er erwog aus finanziellen Gründen, als Versicherungsmathematiker in die Privatwirtschaft zu wechseln, entschied sich letztlich aber doch, seine wissenschaftliche Karriere fortzusetzen. 1947 schloss er sich einer Forschungsgruppe an der University of Chicago an. Die späteren Jahre seines Graduiertenstudiums führten Arrow an die Stanford University, wo er ab 1949 auch als Acting Assistant Professor für Volkswirtschaftslehre und Statistik tätig war. Mit seiner von Albert Hart betreuten Dissertation Social Choice and Individual Values, mit der Arrow den Grundstein für einen neuen Zweig der ökonomischen Theorie legte, folgte 1951 die Promotion durch die Columbia University.
In Stanford wurde Arrow schon bald auf eine Professur für Volkswirtschaftslehre und Statistik (später zusätzlich auch für Operations Research) berufen. 1968 nahm Arrow einen Ruf an die Harvard University an. 1979 kehrte er nach Stanford zurück, wo er fortan als Joan Kenney Professor of Economics and Professor of Operations Research tätig war. 1991 wurde Arrow emeritiert.
1959 wurde er in die American Academy of Arts and Sciences gewählt, 1968 in die National Academy of Sciences und in die American Philosophical Society. 1972 erhielt Arrow im Alter von 51 Jahren als bislang jüngster Preisträger den Wirtschaftsnobelpreis für seine Analysen zur Möglichkeit wirtschaftlicher Gleichgewichtszustände sowie für seine Einführung und erfolgreiche Anwendung komplexer mathematischer Methoden in die Wirtschaftswissenschaft. Ein Jahr später stand er der American Economic Association als gewählter Präsident vor. 1980 wurde er zum Fellow der American Association for the Advancement of Science gewählt. Seit 1976 war er korrespondierendes Mitglied der British Academy. 1986 erhielt er den John-von-Neumann-Theorie-Preis und 2016 wurde er auswärtiges Mitglied der Russischen Akademie der Wissenschaften.
Arrow starb am 21. Februar 2017 im Alter von 95 Jahren in Palo Alto.

## Forschung

### Unmöglichkeitstheorem
1951 veröffentlichte Arrow das nach ihm benannte Arrow-Theorem im Rahmen seiner Doktorarbeit Social Choice and Individual Values. Es zeigt auf, dass es unmöglich ist, ein Regelwerk aufzustellen, nach dem man gesellschaftliche Entscheidungen über eine Anzahl vernünftiger Kriterien fällt.
Das Unmöglichkeitstheorem steht am Anfang der modernen Sozialwahltheorie, die sich mit den Möglichkeiten, Voraussetzungen und Grenzen befasst, wie kollektive Entscheidungen auf der Basis individueller Präferenzen bzw. Wertvorstellungen zu treffen sind.
Arrow versuchte im Gegensatz zu früheren Forschungen nicht, ein konkretes Entscheidungsverfahren auszuarbeiten, sondern postulierte bestimmte Kriterien, die ein akzeptables bzw. sinnvolles Entscheidungsverfahren erfüllen müsste, und versuchte, durch diese Axiomatisierung die Anzahl der grundsätzlich in Frage kommenden Verfahren einzugrenzen, auf die sich dann weitergehende Untersuchungen konzentrieren könnten.
Überraschenderweise stellte sich jedoch heraus, dass schon einige wenige, sinnvoll und harmlos erscheinende Bedingungen (wie z. B. das schwache Paretoprinzip und das Verbot einer absoluten Diktatur) nicht miteinander vereinbar waren, also kein derartiges Verfahren existierte – und so natürlich mit Sicherheit auch kein Verfahren, an das weitergehende Anforderungen gestellt würden.
Fortgesetzt wurden die Forschungen auf diesem Gebiet unter anderem von Amartya Sen.

### Umweltökonomie
Ab den 1990er Jahren widmete sich Arrow zunehmend der Umweltökonomie, insbesondere in Zusammenarbeit mit dem Stockholmer Beijer Institute of Ecological Economics. Er war einer der Autoren eines der einflussreichsten Artikel in diesem Bereich, des 1995 in Science veröffentlichten Economic Growth, Carrying Capacity, and the Environment. In diesem und anderen Artikeln vertritt er eine wachstumskritische Position und versucht, alternative Wohlfahrtsindikatoren zu entwickeln (Comprehensive wealth).

### Gesundheitsökonomie
Kenneth Arrow war auch einer der maßgeblichen Begründer der Gesundheitsökonomie. Mit seinem 1963 im American Economic Review veröffentlichten Beitrag Uncertainty and the welfare economics of medical care hat er zahlreiche Fragestellungen angesprochen, die zu umfangreichen Forschungsaktivitäten in diesem Bereich geführt haben.

## Veröffentlichungen (Auswahl)
- Social Choice and Individual Values. John Wiley and Sons, New York 1951.
- Wo Organisation endet: Management an der Grenze des Machbaren. Gabler, Wiesbaden 1987, ISBN 3-409-96571-8.